# دار علوش
دار علوش (به عربی: دار علوش) یک منطقهٔ مسکونی در تونس است که در استان نابل واقع شده‌است. دار علوش ۴٬۵۵۸ نفر جمعیت دارد.